# Yi Gang

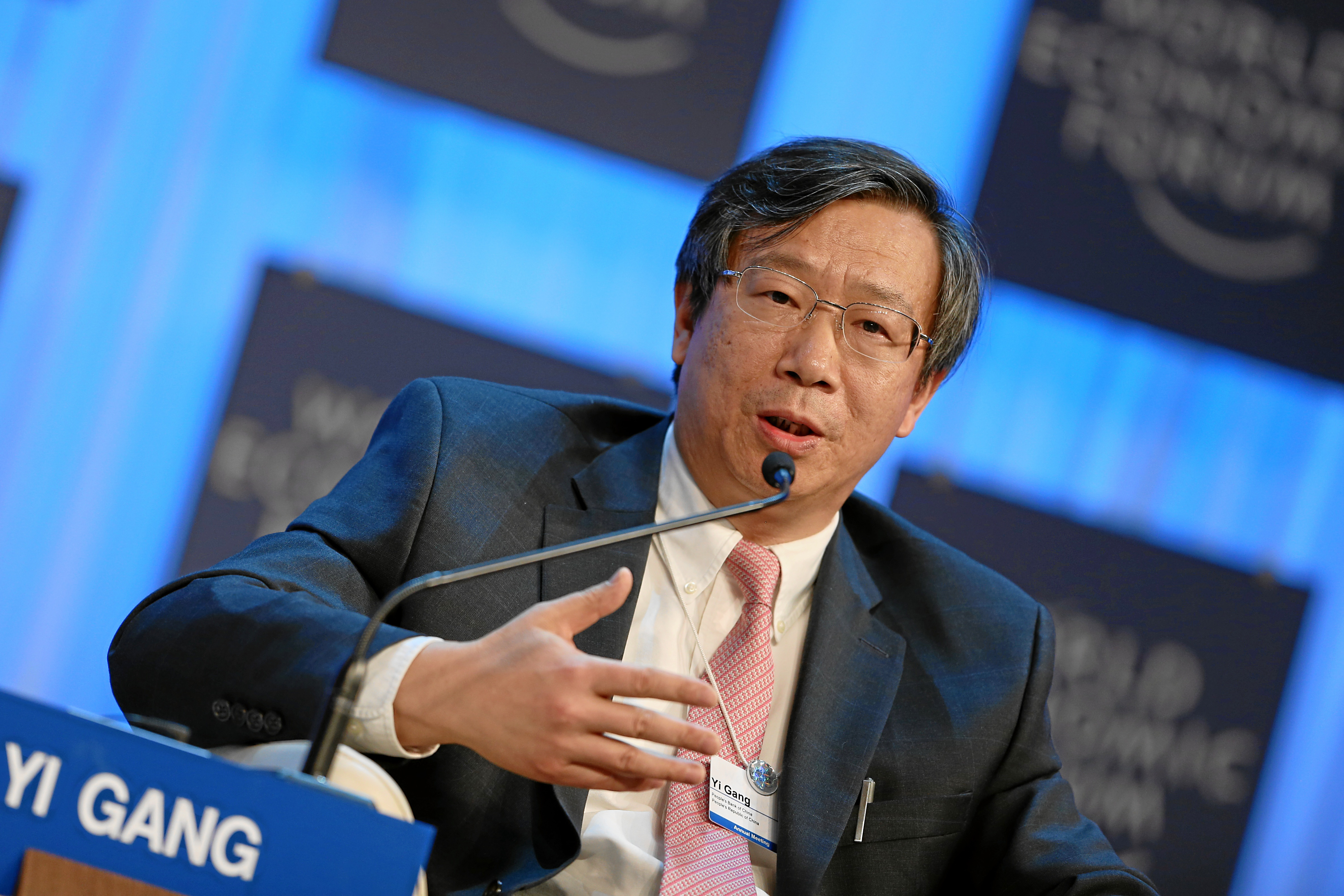
Yi beim Weltwirtschaftsforum 2013

Yi Gang (chinesisch: 易 纲; pinyin: Yì Gāng; * 5. März 1958 in Peking) ist ein chinesischer Ökonom und war von 2018 bis 2023 Gouverneur der Chinesischen Volksbank, der Zentralbank der Volksrepublik China. Er ist auch der ehemalige Direktor der staatlichen Devisenverwaltung.

## Karriere
Yi Gang studierte an der Universität Peking, der Hamline University in Saint Paul (Minnesota) und promovierte an der University of Illinois at Urbana-Champaign in Wirtschaftswissenschaften mit einer Dissertation über Auswahlmethoden für statistische Modelle. Er wurde Associate Professor mit Lehrauftrag an der Indiana University-Purdue University Indianapolis (IUPUI). Danach wurde er Professor an der Fakultät der Universität Peking, stellvertretender Direktor des Center for Economics Research und Dozent für Wirtschaftswissenschaften. Yi hat mehr als 40 Artikel auf Chinesisch und 20 wissenschaftliche Artikel auf Englisch veröffentlicht, die in verschiedenen wirtschaftlichen Fachzeitschriften erschienen sind.
Er trat 1997 der Chinesischen Volksbank bei und führte dort verschiedene Funktionen aus. Im Dezember 2007 wurde er zum Vizepräsidenten der Volksbank ernannt. Ab 2009 war er bis zum 12. Januar 2016 Direktor der staatlichen Devisenverwaltung. Im Oktober 2016 vertrat Yi bei den halbjährlichen Treffen des IWF und der Weltbank in Washington, D.C. sein Land, unter anderem in einem Panel mit dem Gouverneur der Bank of England, Mark Carney. Die Sitzungen fanden statt, als der Renminbi Yuan zum ersten Mal in den internationalen Währungskorb des IWF aufgenommen wurde, was als Sonderziehungsrecht bezeichnet wird.
Im März 2018, als er an sich das  gesetzlichen Renteneintrittsalter von 60 Jahren erreicht hatte, wurde Yi Gang zum neuen Gouverneur der Volksbank von China ernannt und löste damit Zhou Xiaochuan ab.
Am 25. Juli 2023 gab er sein Amt an den Wirtschaftswissenschaftler Pan Gongsheng ab.